# Quốc huy Cộng hòa Xã hội chủ nghĩa Xô viết Moldavia
Quốc huy Cộng hòa Xã hội chủ nghĩa Xô viết Moldavia được thông qua vào ngày 10 tháng 2 năm 1941 bởi chính phủ Moldavia Xô viết. Quốc huy dựa trên Quốc huy Liên Xô. Nó hiển thị các biểu tượng của nông nghiệp, vành ngoài có lúa mì, ngô, nho và cỏ ba lá. Biểu ngữ màu đỏ mang khẩu hiệu của Liên Xô ("Vô sản toàn thế giới, đoàn kết lại!") được viết bằng tiếng Nga và tiếng Moldova. Trong tiếng Moldova, ban đầu được viết "Пролетарь дин тоате цэриле, униць-вэ!", sau đó, từ những năm 1950 "Пролетарь дин тоате цэриле, уници-вэ!", cả hai phiên âm là "Proletari din toate țările, uniți-vă!". Từ viết tắt "MSSR" chỉ được viết trong tiếng Moldova ("РССМ").
Quốc huy Cộng hòa Xã hội chủ nghĩa Xô viết Moldavia đã được thay thế vào ngày 3 tháng 11 năm 1990.
Cộng hòa Moldova Transnistria (còn được gọi là Transnistria) không được công nhận sử dụng một quốc huy tương tự.

## Lịch sử

Cộng hòa Xã hội chủ nghĩa Xô viết Moldavia (1940–1941)
Cộng hòa Xã hội chủ nghĩa Xô viết Moldavia (1941–1957)
Cộng hòa Xã hội chủ nghĩa Xô viết Moldavia (1957–1981)
Cộng hòa Xã hội chủ nghĩa Xô viết Moldavia (1981–1990)
Cộng hòa Moldova Transnistria (1990–nay)